# 克丽斯廷·哈马斯特伦
克丽斯廷·哈马斯特伦（瑞典語：Kristin Hammarström，1982年3月29日—），瑞典女子足球运动员，场上位置是守门员。她曾代表瑞典国家队参加2007年和2011年国际足联女子世界杯，其中2011年世界杯获得季军。

## 家庭
孪生姐妹玛丽·哈马斯特伦。